# Krönung eines Marienbildes

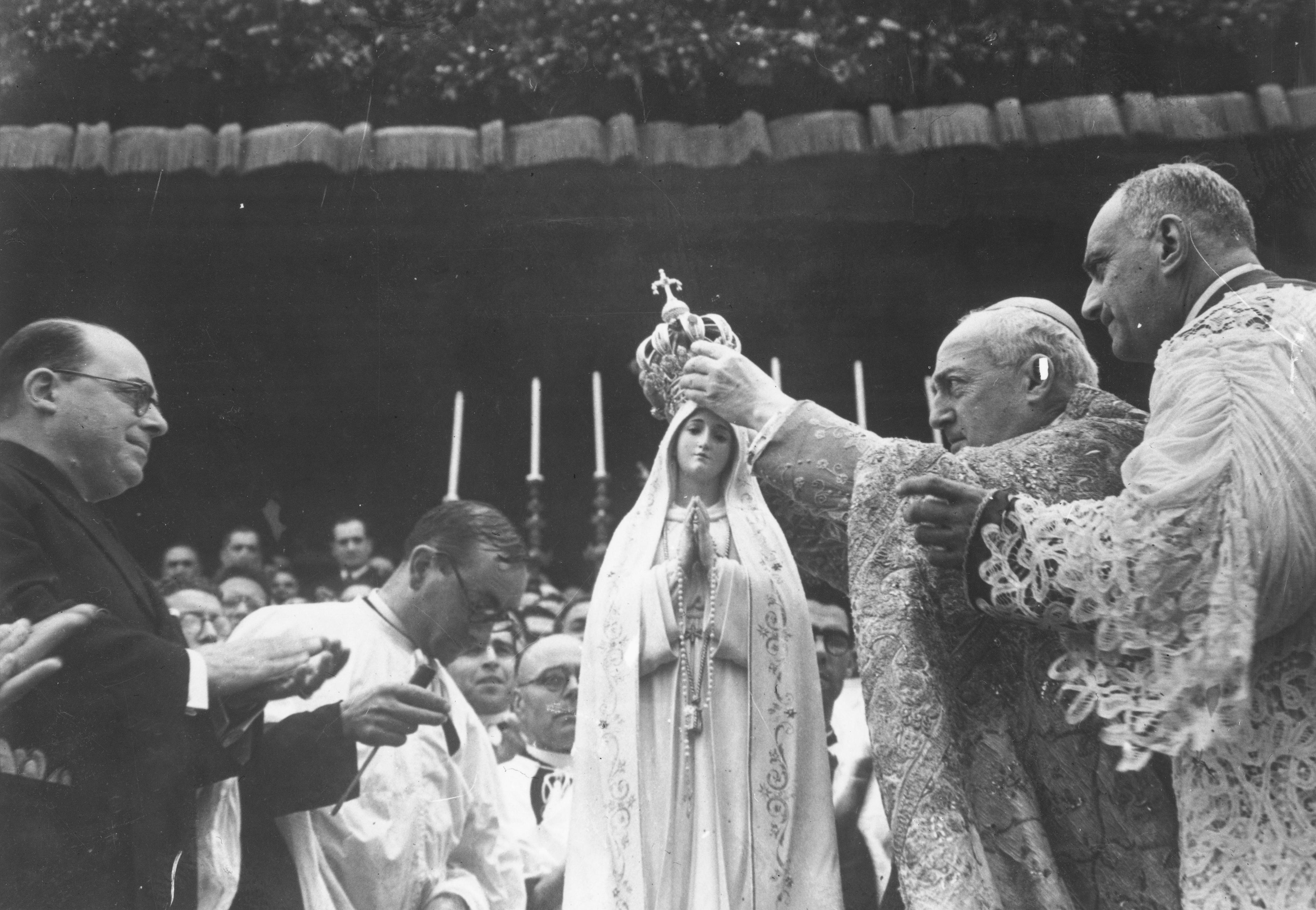
Fátima, 13. Mai 1946: Krönung der Statue Unserer Lieben Frau von Fatima durch Kardinal Benedetto Masella (2.v.r.)

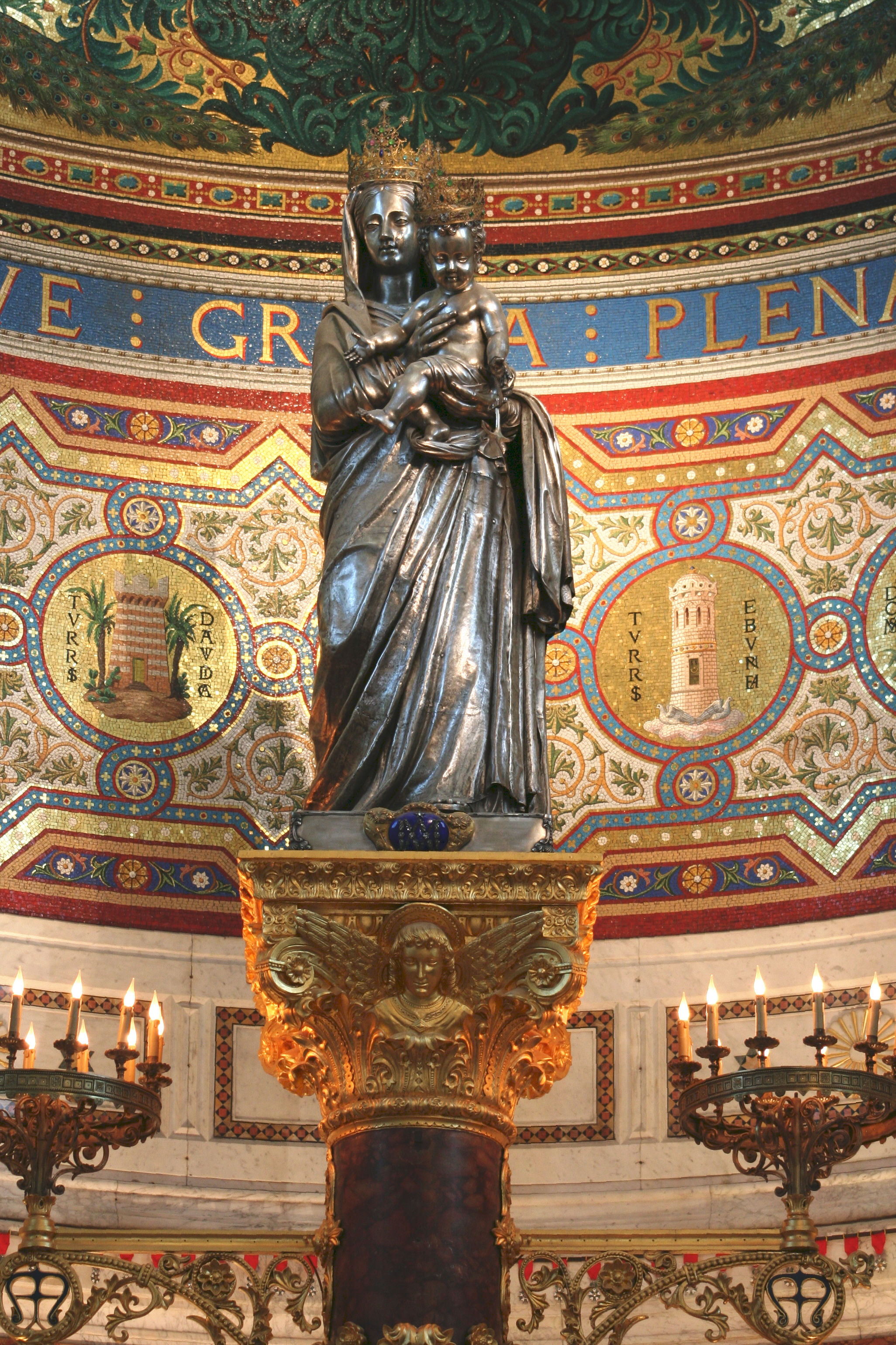
Silberne Marienstatue der Basilika Notre-Dame de la Garde in Marseille, gekrönt im Juni 1931 im Auftrag Papst Pius‘ XI. durch Kardinal Louis-Joseph Maurin

Die Krönung eines Marienbildes ist ein liturgischer Akt der katholischen Marienverehrung. Er bringt den Glauben zum Ausdruck, dass Maria als Mutter des davidischen Messiaskönigs in der neuen Ordnung des Gottesreichs selbst königliche Würde besitzt. Zugleich ist er das Bekenntnis zu ihrer wirksamen Präsenz in einem Gnadenbild. Bei Abbildungen Marias zusammen mit ihrem göttlichen Sohn wird immer, und zwar zuerst, auch das Kind gekrönt.
Der Brauch, Marienstatuen kostbare Kronen aufzusetzen, stammt aus der Volksfrömmigkeit und verbreitete sich verstärkt seit dem ausgehenden 16. Jahrhundert. Er ist verwandt mit der Darbringung von Votivgaben. Seit dem 17. Jahrhundert kennt die Römische Liturgie einen offiziellen Ritus servandus in coronatione imaginis Beatae Mariae Virginis, der wiederholt überarbeitet wurde. Für den deutschen Sprachraum erschien 1990 das Rituale Die Feier der Krönung eines Marienbildes.
Ob ein Gnadenbild feierlich gekrönt werden soll, entscheidet der Diözesanbischof im Einvernehmen mit der Ortsgemeinde. Die Krönung besonders altverehrter Bilder von überregionaler Bedeutung ist Sache des Papstes. Er selbst oder ein von ihm Beauftragter vollzieht den Ritus, gewöhnlich im Rahmen einer heiligen Messe oder einer Marienvesper. Die Krönung kann, etwa anlässlich eines Jubiläums, erneuert werden.
Nach der privaten Auflistung kanonisch gekrönter Marienbilder des kanadischen Portals GCatholic befinden sich die meisten offiziell gekrönten Marienbildnisse in Spanien, auf den Philippinen, in Polen und Belgien. Das einzige kanonisch gekrönte Marienbildnis im deutschen Sprachraum ist das hölzerne Gnadenbild von Mariazell in Österreich. In Deutschland gibt es demnach kein einziges kanonisch gekröntes Marienbild.